# Impatiens rodatzii
Impatiens rodatzii är en balsaminväxtart som beskrevs av Otto Warburg. Impatiens rodatzii ingår i släktet balsaminer, och familjen balsaminväxter. Inga underarter finns listade i Catalogue of Life.